# Ocoa ochromimoides
Ocoa ochromimoides là một loài bọ cánh cứng trong họ Cerambycidae.